# Cephalomappa penangensis
Cephalomappa penangensis är en törelväxtart som beskrevs av Henry Nicholas Ridley. Cephalomappa penangensis ingår i släktet Cephalomappa och familjen törelväxter. Inga underarter finns listade i Catalogue of Life.